# Fritz von Korff
Fritz von Korff (* 3. März 1943 in Danzig) ist ein deutscher Brigadegeneral außer Dienst des Heeres der Bundeswehr.

## Leben
Fritz von Korff trat 1964 in den Dienst der Bundeswehr und wurde nach seiner Offizierausbildung 1966 zum Leutnant befördert. Von 1972 bis 1975 war er Kompaniechef im Panzeraufklärungsbataillon 2 in Hessisch Lichtenau. Anschließend folgte bis 1977 die Verwendung als Logistikoffizier (S4) im selben Bataillon. Danach wurde Korff nach Regensburg in den Divisionsstab der 4. Panzergrenadierdivision versetzt und diente dort von 1977 bis 1979 als Operationsoffizier (S3). Von 1979 bis 1981 führte er als Kompaniechef die 1. Kompanie des Gebirgspanzeraufklärungsbataillons 8 in Freyung, bevor er bis 1983 den Posten des S3-Stabsoffizier und stellvertretenden Bataillonskommandeurs übernahm.
Von 1983 bis 1985 folgte eine Verwendung als S3-Stabsoffizier Executive Officer des Kommandierenden Generals der 7. US-Armee/Kommandierender General der Central Army Group (CENTAG), General Glenn K. Otis in Heidelberg.  Anschließend war Korff vom 30. Mai 1985 bis 6. April 1989 Kommandeur des Panzeraufklärungsbataillons 6 in Eutin. 1989 folgte die Verwendung als Abteilungsleiter militärisches Nachrichtenwesen (G2) im Stab der 6. Panzergrenadierdivision in Neumünster.
1990 wurde Korff in das Amt für Studien und Übungen der Bundeswehr in Bergisch Gladbach versetzt. Hier diente er als G2 und danach als Abteilungsleiter der Praxisabteilung unter Amtschef Flottillenadmiral Elmar Schmähling. In demselben Jahr wurde er auf einen Dienstposten im Referat III/1 „Militärpolitik und Rüstungskontrolle“ des Führungsstabes der Streitkräfte im Bundesministerium der Verteidigung in Bonn versetzt.
Nach der Integration der Nationalen Volksarmee der DDR in die Bundeswehr wurde Korff nach Strausberg versetzt, wo er als Abteilungsleiter G3 und G2 des Bundeswehrkommandos Ost unter Generalleutnant Jörg Schönbohm diente. Von 1991 bis 1993 war er Abteilungsleiter G2 im Stab des Wehrbereichskommandos VIII in Neubrandenburg. Ab 1993 war er drei Jahre lang stellvertretender Kommandeur der Panzergrenadierbrigade 40 und des VBK 86 in Schwerin.
Am 26. Juli 1996 übernahm er als Kommandeur die Panzerbrigade 12 in Amberg und führte diese bis 1999. Am 24. März 1999 erfolgte die Ernennung zum Brigadegeneral und von März bis August 1999 war er Kommandeur der multinationalen Brigade Süd der KFOR in Serbien (Provinz Kosovo). Im Anschluss war er bis zu seiner Verabschiedung in den Ruhestand im April 2004 Kommandeur der Offizierschule des Heeres in Dresden.
Fritz von Korff ist verheiratet und Vater einer Tochter und eines Sohnes. Er lebt in Eutin.

## Auszeichnungen
- Ehrenkreuz der Bundeswehr in Gold
- Meritorious Service Medal (NATO)